# Arracacia elata
Arracacia elata är en flockblommig växtart som beskrevs av H.Wolff. Arracacia elata ingår i släktet Arracacia och familjen flockblommiga växter. Inga underarter finns listade i Catalogue of Life.